# František Novák (skokan na lyžích)
František Novák (* 4. října 1958) je bývalý český skokan na lyžích, reprezentant Československa. Závodní kariéru ukončil v roce 1983. Závodil za Duklu Liberec. Ve skoku na lyžích závodil i jeho bratr Břetislav.

## Sportovní kariéra
Jeho největším úspěchem je 6. místo na Mistrovství světa v letech na lyžích 1977 ve Vikersundu. Celkově skončil ve Světovém poháru v ročníku 1980/81 na 55. místě a v ročníku 1981/82 na 48. místě. Ve Světovém poháru v letech na lyžích 1981/82 skončil na 11. místě.